# Buttelstedt
Buttelstedt is een plaats en voormalige stad in de Duitse deelstaat Thüringen, en maakt deel uit van de Landkreis Weimarer Land.
Buttelstedt telt 1.431  inwoners.
Buttelstedt is de geboortestad van twee belangrijke Duitse componisten uit de Barok: Johann Friedrich Fasch (1688–1758) en Johann Ludwig Krebs (1713–1780), een leerling van Bach.

## Geschiedenis
De gemeente maakte deel uit van de Verwaltungsgemeinschaft Nordkreis Weimar tot deze op 1 januari 2019 werd opgeheven en Buttelstedt werd opgenomen in de op die dag gevormde gemeente Am Ettersberg.
Berlstedt · Buttelstedt · Großobringen · Heichelheim · Hottelstedt · Kleinobringen · Krautheim · Ramsla · Sachsenhausen · Schwerstedt · Vippachedelhausen · Wohlsborn